# Trichosteleum singapurense
Trichosteleum singapurense är en bladmossart som beskrevs av Fleischer 1905. Trichosteleum singapurense ingår i släktet Trichosteleum och familjen Sematophyllaceae. Inga underarter finns listade i Catalogue of Life.